# Onrust in Montmartre
Onrust in Montmartre is een stripverhaal uit de reeks van Suske en Wiske en is geschreven door Ronald Grossey. De tekeningen zijn verzorgd door Dirk Stallaert. Het album kwam uit in 2024.
Het was, na De sonometer en De verdwenen joker, het derde hommage-album aan de blauwe reeks, een serie Suske en Wiske-verhalen die Willy Vandersteen in de jaren 50 van de 20e eeuw speciaal maakte voor het stripblad Kuifje. In het verhaal is geprobeerd de tekenstijl van deze reeks aan te houden. Ook doen, zoals gebruikelijk was in deze reeks, van de hoofdpersonages alleen Suske, Wiske en Lambik mee.

## Personages
- Suske, Wiske, Lambik (journalist), band, bezoekers café, Ragon (galeriehouder), politieagenten, politiecommissaris, Vera Markovitch, Pomme, Nico de la Mar, Jackson Kline, Carrie Corbeau, Charles Lejard, ober, meneer Cordin, Tony, Johnny, Eddy, hotelmedewerkster, Petaritz, meneer Priem, wielrenners, bezoekers herberg, soldaten, herbergier, Pieter Bruegel de Oude en zijn vrouw Mayken en dochter Maria, bezoekers galerie, mister Wang, militairen van het Franse leger, medewerker benzinepomp, medewerkers café Les Tempiers, Catalaanse wijnboer, gendarme

## Locaties
- Parijs, Le Caveau de la Huchette (kelder die tijdens de Franse Revolutie werd gebruikt door Robespierre, nu een jazzcafé), Montmartre, huis van Vera Markovitch, politiebureau, galerie, Cimetière de Montmartre (kerkhof), Place du Tertre, Hotel des Arts, Le Fiacre, Louvre, café Au Lapin Agile, Brussel, de Hoogstraat, café, Bogaardenklooster (Brussel), huis van Bruegel, Pont Alexandre-III, ziekenhuis, theater, Chinees restaurant op de Rue du Faubourg, Collioure, Avignon, benzinepomp, Portbou, kapelletje van Sainte-Anne, café Les Tempiers

## Verhaal

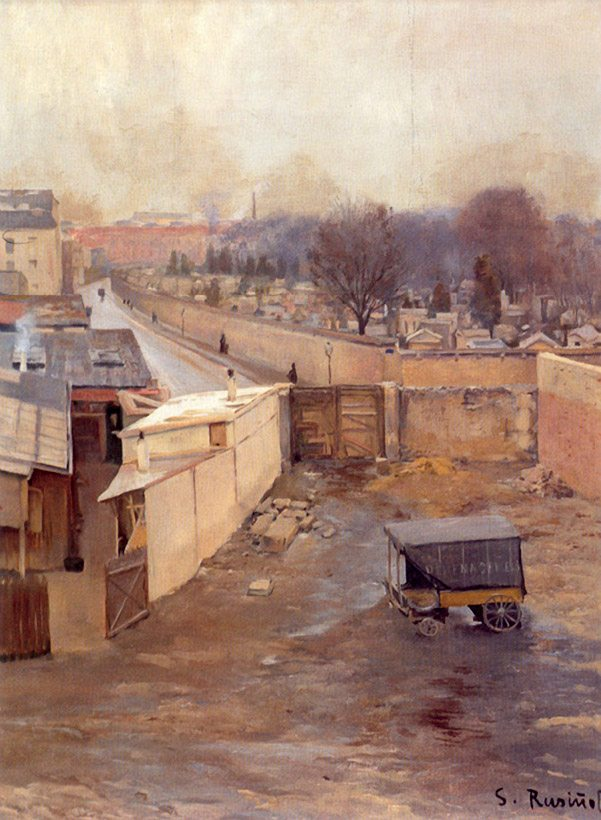
Cimetière de Montmartre, Santiago Rusinol

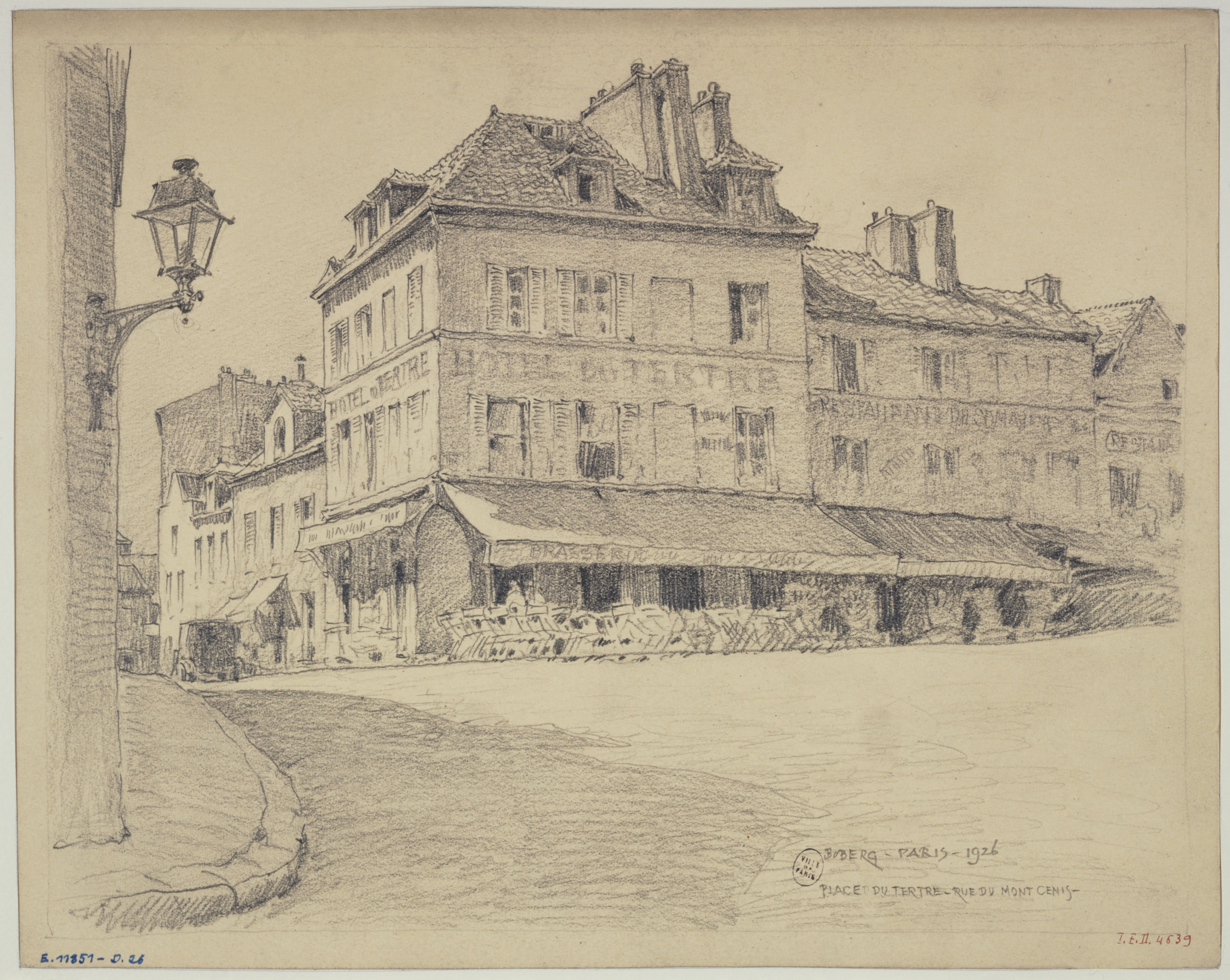
Place du Tertre, Gustave Ferdinand Boberg

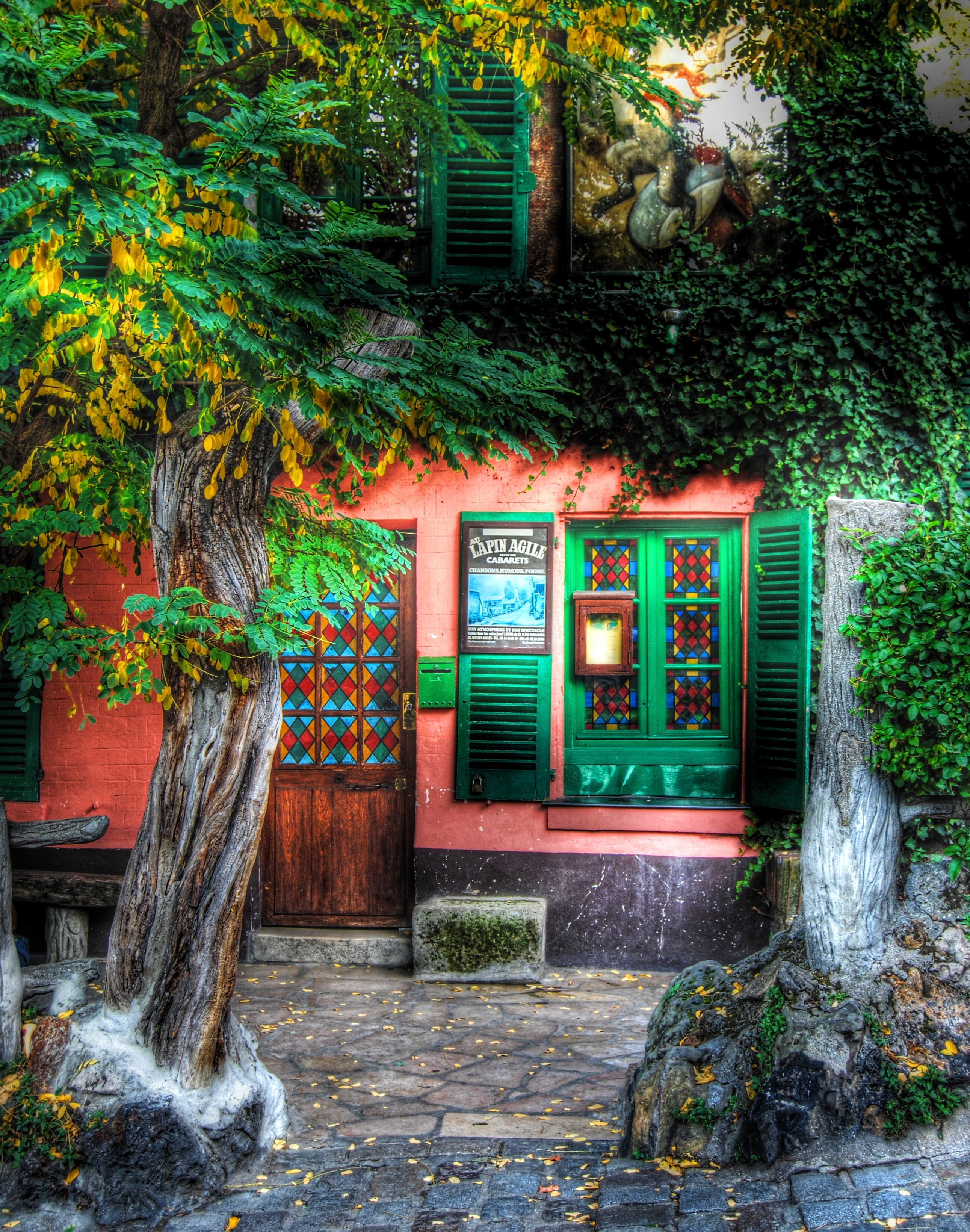
Het café Au Lapin Agile

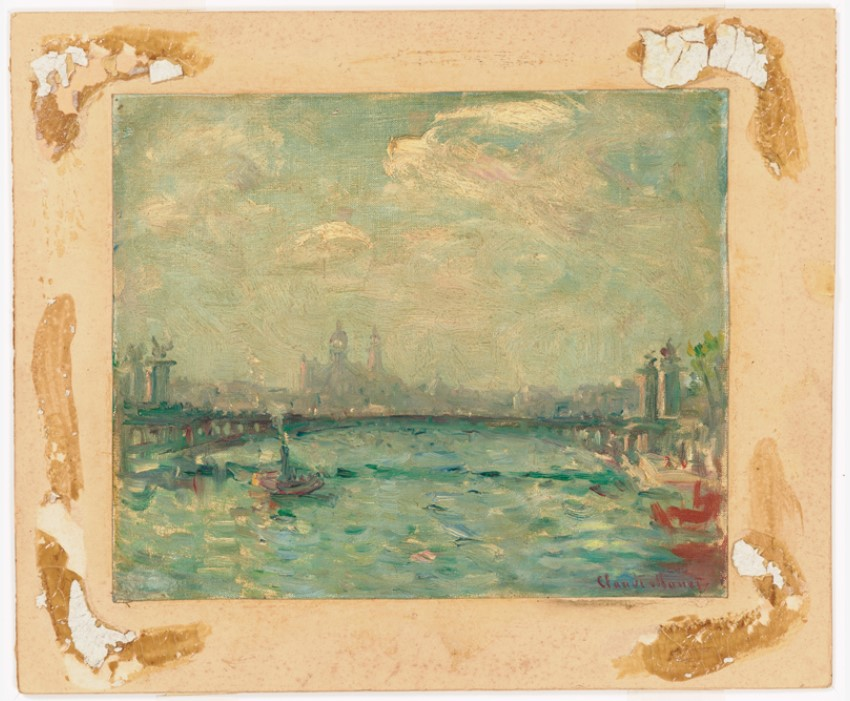
De Seine met de Pont Alexandre-III van Claude Monet

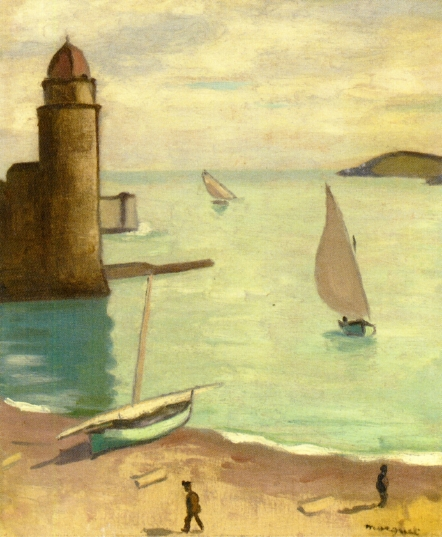
Vissersboten keren terug naar Collioure, Albert Marquet

Suske, Wiske en Lambik bezoeken een jazzcafé. Lambik zou hier de kunstenares Vera Markovitch ontmoeten om haar te interviewen, maar ze verschijnt niet. Als de drie vrienden de volgende ochtend bij Markovitch langsgaan, blijkt dat ze uit haar huis ontvoerd is. Ze vinden een handschoen en een doek met chloroform. Ze hebben niet door dat ze worden gevolgd als ze naar het politiebureau gaan. 
De commissaris luistert naar de radio, de Tour de France is juist van start gegaan aan het Expoterrein in Brussel en zal over drie weken aankomen in Parijs. De commissaris heeft zijn aandacht hierdoor niet bij de aangifte van de verdwijning van Markovitch. Lambik vult de benodigde papieren in, maar deze documenten worden later vernietigd door een geheimzinnige man. 
De volgende dag lopen de vrienden door Montmartre. Ze besluiten zelf op zoek te gaan naar de verdwenen vrouw. Ze zien een affiche van de hypnotiseur Priem, die een magische dierenshow houdt in Parijs. Ze gaan naar de galeriehouder, die vertelt dat de vriend van Vera op het kerkhof te vinden is. Deze man, Pomme, vertelt dat Vera waarschijnlijk bij haar vriendin Nico is, in een van de cafés op de Place du Tertre. Ze vinden Nico, die net in de krant leest dat er een nieuwe Renoir is ontdekt. Ze krijgen ook de namen van drie mensen die waarschijnlijk meer weten van de verdwijning. Lambik vermoedt echter dat Nico iets verbergt. 
Ze spreken gedurende de daaropvolgende dagen met de kunstenaars van wie ze de namen kregen. Inmiddels is Markovitch al drie weken verdwenen. Suske ziet in de krant dat er wordt geboden op een schilderij van Monet.
De vrienden ontmoeten Tony en zijn vader, meneer Cordin. Tony blijkt blind te zijn geworden als gevolg van een auto-ongeluk. Zijn reukvermogen is echter het beste in heel Frankrijk sinds hij niet meer kan zien, en hij heeft aanbiedingen van parfumhuizen en wijnboeren voor zijn diensten. De vrienden vertellen dat ze sinds hun vorige ontmoeting met Tony en meneer Cordin in Japan zijn geweest, en in Mexico waar ze een gouden paard moesten afleveren. Lambik ontdekt even later dat meneer Cordin zijn aktetas is vergeten. Hij probeert de twee weer te vinden, maar ziet dan dat ze worden belaagd. Lambik komt tussenbeide, maar kan niet voorkomen dat meneer Cordin in een zwarte Citroën wordt getrokken. De politie komt om dranghekken voor de Tour de France te plaatsen. Ze vragen de vrienden om op maandag naar het bureau te komen om de nieuwe verdwijning aan te geven.
Op de radio is een bericht dat er een nieuwe Gaugin is ontdekt. Na de nieuwe Renoir en Monet is dit het derde schilderij dat in korte tijd publiek wordt gemaakt. Suske beseft dat Vera achter deze schilderijen moet zitten en dat het vervalsingen moeten zijn. Dan wordt Lambik gebeld door Markovitz. Lambik hoort dat de verdwenen derde Toren van Babel van Bruegel nagemaakt zal worden. Lambik moet achterhalen wat voor materiaal gebruikt werd, zodat de vervalsing zo goed mogelijk zal slagen. Anders zullen meneer Cordin en Vera het niet overleven. Suske leest in de Larousse dat er een Toren van Babel in Wenen hangt en een in Rotterdam. De derde is inderdaad verdwenen. De vrienden weten niet hoe ze aan de verfsoorten moeten komen, maar dan vertelt Tony dat hij dit wel kan ruiken. De vrienden beseffen dat Tony eigenlijk ontvoerd zou zijn als Lambik niet was verschenen.

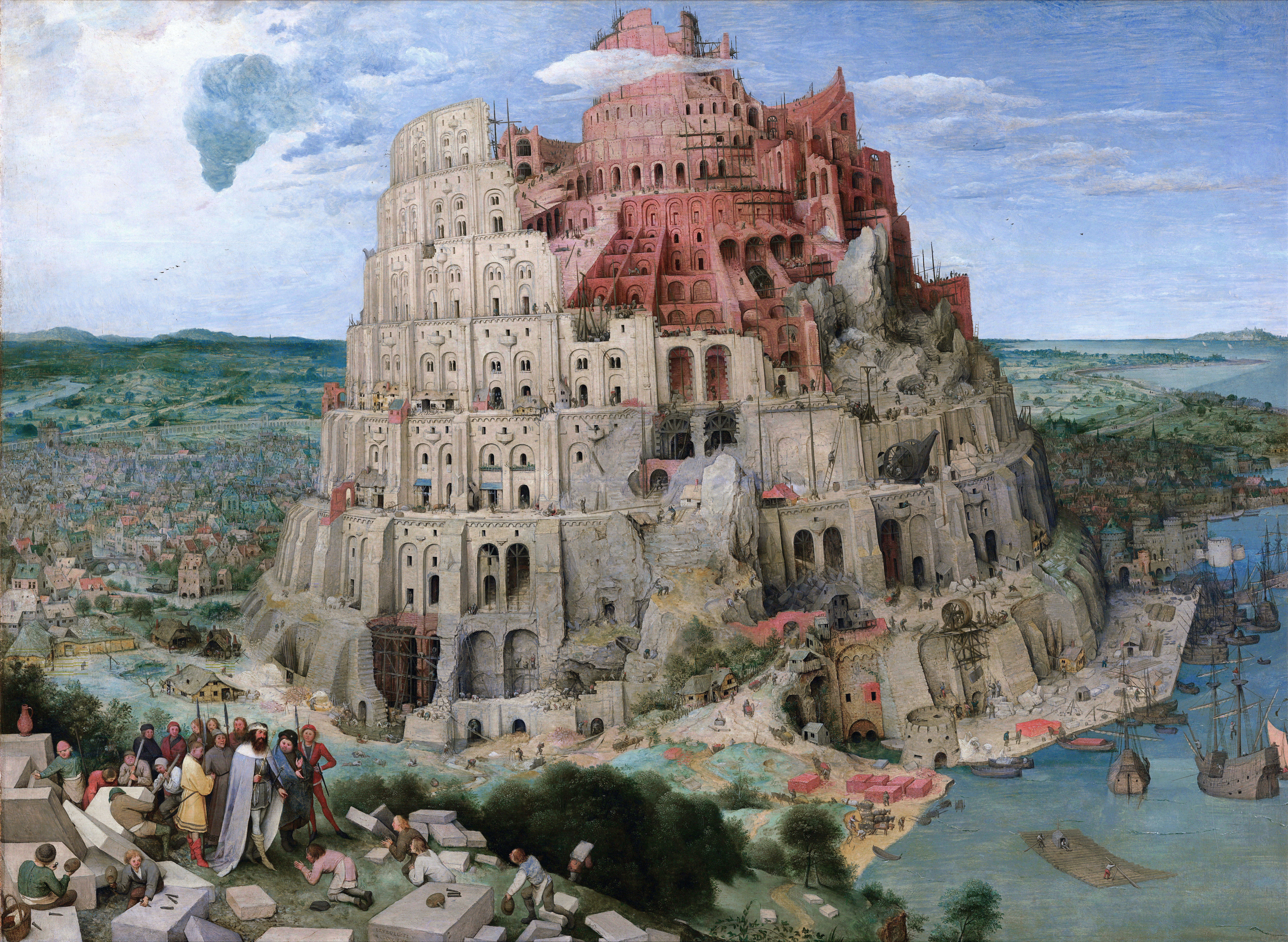
De Toren van Babel in het Kunsthistorisches Museum (Wenen)
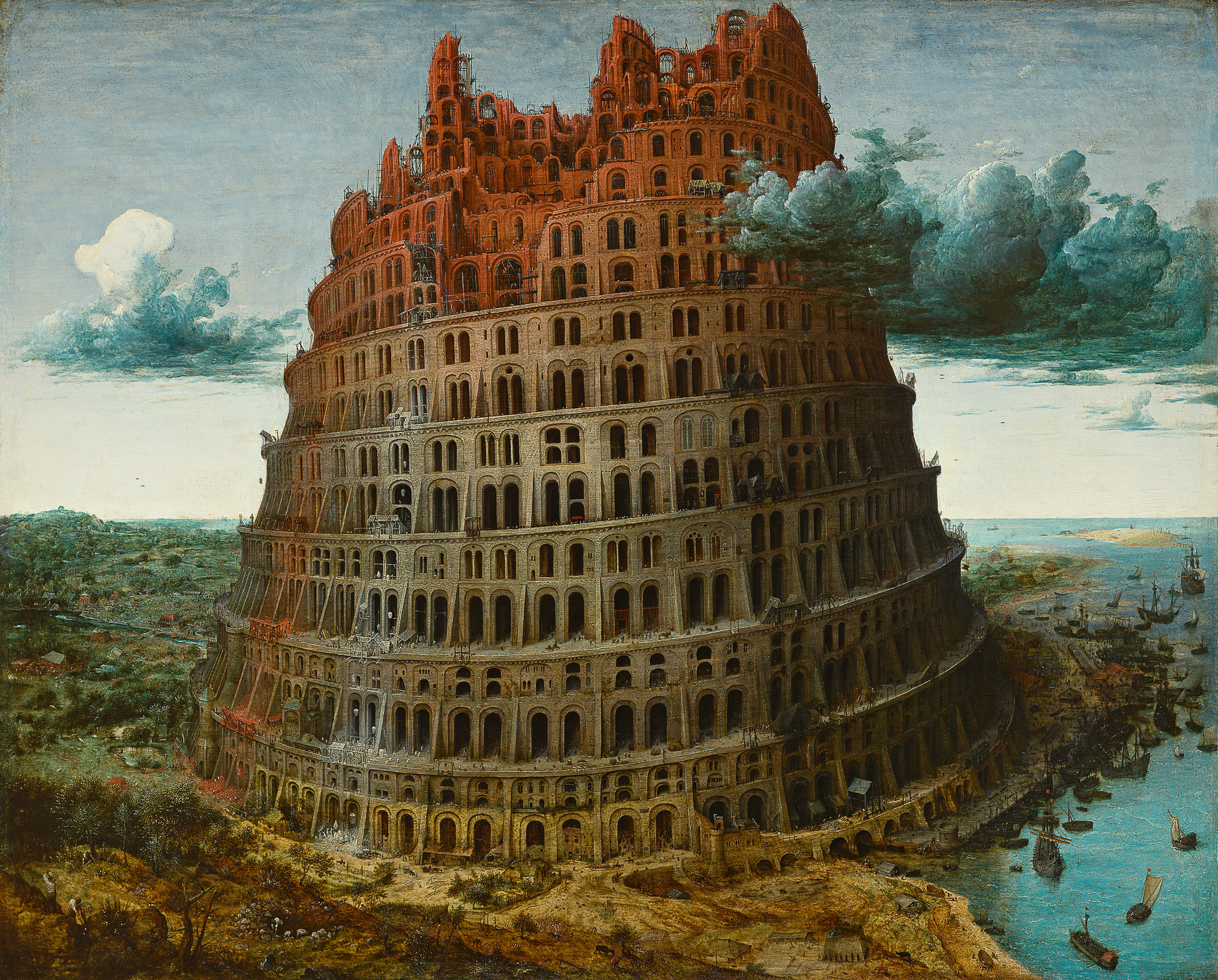
De Toren van Babel in het Museum Boijmans Van Beuningen (Rotterdam)

De vrienden besluiten naar het Louvre te gaan. Daar hangt het schilderij De kreupelen, dat gebruikt kan worden om de verfsoorten te achterhalen die door Pieter Bruegel de Oude werden gebruikt. Het is zaterdag 19 juli en de 455ste Tour de France zal aankomen in de stad. Helaas blijkt het Louvre daardoor gesloten te zijn en dan bedenkt Wiske dat ze met hulp van meneer Priem met Bruegel zelf kunnen spreken. Ze gaan naar café Au Lapin Agile en meneer Priem brengt de vrienden onder hypnose, waarna ze ontwaken in Brussel in 1567. Ze zien een poppenspel met Alva en De Dood en vragen naar de verblijfplaats van Bruegel, maar dan vallen soldaten van Alva de herberg binnen. Ze zijn op zoek naar de graven van Hoorn en Egmont en er ontstaat een gevecht.
De vrienden horen dat Bruegel tegenover het Bogaardenklooster woont en in de drukke Sintjansnacht gaan ze de straten op. Een enorme wolf, die Wiske in haar droom zag eerder, verschijnt en de vrienden kunnen nog maar net ontkomen. Ze vinden het huis van Bruegel en ze horen van hem dat hij zijn verf uit Italië haalt. Als hij hoort dat de vader van Tony in gevaar is, wil hij vertellen welke verfsoorten hij gebruikt. Maar Lambik heeft per ongeluk het schilderij waar hij aan werkt in brand gestoken met een kaars. Er stond een toren op het schilderij en Bruegel is woedend dat zijn meesterwerk verloren is gegaan. Hij roept de stadswachten, maar Priem haalt de vrienden naar het heden voor ze worden opgepakt. Tony blijkt alle materialen geroken te hebben, want Bruegel werkte aan de derde Toren van Babel toen ze hem bezochten.
Lambik geeft de gebruikte materialen door en krijgt te horen dat meneer Cordin de volgende ochtend op de Pont Alexandre III kan worden opgehaald. Lambik raakt gewond als hij bij de brug is en krijgt alleen een doos waarin de hoed zit van meneer Cordin. Hij moet weken in het ziekenhuis herstellen en Suske en Wiske gaan op zoek naar meneer Cordin. Ze weten dat Petaritz in een zwarte Citroën rijdt en ze hebben zijn handschoen. Wekenlang zijn ze op zoek naar aanwijzingen en bezoeken garages en handschoenenwinkels, maar ze vinden geen aanwijzingen. Op een dag gaan ze naar het ziekenhuis en vertellen Lambik dat er een verdwenen schilderij zal worden onthuld in galerie Ragon. Op de dag van de onthulling mag het gips van het been van Lambik en ze zijn aanwezig in de galerie als de verdwenen Toren van Babel wordt onthuld. Rogan vertelt dat hij het van Domenico Modugno kon kopen.
Lambik wordt aangestoten als hij het schilderij van dichtbij bekijkt en hij knoeit zijn drinken op het kunstwerk. Als hij het wil schoonmaken, poetst hij de verf weg. Het blijkt dat Vera glycerine op het doek heeft gesmeerd, waardoor de verf makkelijk losliet toen Lambik ging poetsen. Op de radio wordt het nieuws bekend gemaakt. Suske, Wiske, Lambik en Tony verstoppen zich in een theater om aan de politie te ontkomen. Dan ziet Wiske dat de doos die Lambik in handen kreeg op de brug van een Chinees restaurant is. Ze overnachten in een pension en gaan de volgende dag naar het restaurant. Suske en Wiske vermommen zich als bezorgers en gaan naar het pand waar Petaritz zou moeten zijn, maar het pand is al verlaten. Ze vinden nog wel een briefje met een adres en reizen de volgende dag naar Collioure via de Route Nationale 7.
Vera is al aan het oefenen om een Goya te vervalsen als Lambik met autopech langs de Route Nationale 7 tot stilstand komt. Militairen van het Franse leger helpen hem en de mannen vergeten een koffer in de haast hun boot naar Algerije te halen. Op de radio wordt bekend gemaakt dat de politie in het hele land op zoek is naar de vernieler van de Bruegel. Als Lambik de beschrijving van een kalende dikke Belg hoort, koopt hij snel een zonnehoed bij een benzinepomp. Wiske vindt een rol wc-papier met de Toren van Babel en een kenteken er op, ze weten nu dat de gangsters hier ook zijn geweest. Petaritz eet de lokale specialiteit van Collioure, ansjovis, en hoort dat de gijzelaars in een wijnkelder in de stad zijn opgesloten. Hij wil naar Spanje vluchten, waar hij zich veilig waant omdat Franco van geld en kunst houdt. Petaritz zal nieuwe werken van Goya El Greco en Velasquez op de markt brengen. Daarna zal hij zich ontdoen van meneer Cordin en Vera.
Via een vluchtweg door de Pyreneeën willen de gangsters de grens over gaan en een contact zal al in Portbou o9p hen wachten. De volgende ochtend moeten ze bij het kapelletje van Sainte-Anne zijn om zeven uur. Suske en Wiske verkennen Collioure en zien Ragon en Petaritz lopen, ze beseffen nu pas dat beide mannen achter de misdaden zitten. Ze gaan naar café Les Templiers en horen dat hier veel kunstenaars komen voor het mooie licht. Ook horen ze dat de mannen die het café net verlieten via de Route de la Consolation naar Spanje willen vluchten. Met soldatenkleding uit de koffer die ze tijdens de autopanne in handen kregen, wachten de vrienden de volgende ochtend langs de Route de la Consolation. Ze worden overmeesterd en vlak voor ze worden neergeschoten, vallen wolven de boevenbende aan. De eigenaar, Corrie Corbeau, blijkt de collega van Vera te zijn, ze is een nakomeling van Alwina de Heks en ze wil wraak voor Alwina's dood. 
De wolven willen in opdracht van hun eigenaar de vrienden doden, maar dan komt een wijnboer langs met zijn ezel en hij zorgt ervoor dat Carrie in een ravijn stort. De gendarme komt opdagen en rekent de boevenbende in. De vrienden herdenken de nakomeling van de goede heks nog even en gaan dan naar een terras aan zee met uitzicht op de vuurtoren van Collioure. Vera en meneer Cordin zijn blij dat ze gered zijn. Dan ziet Vera Pomme en Nico lopen en ze beseft dat haar vriend vreemdgaat met haar vriendin. Ergens in de Middellandse Zee komt Carrie met haar wolf tevoorschijn, ze heeft de val in het ravijn dus overleefd.

## Ontvangst
- Door kenners is dit verhaal tot dusver iets positiever beoordeeld dan het vorige hommage-verhaal aan de blauwe reeks, De verdwenen joker. Over het algemeen is men vooral te spreken over het tekenwerk van Stallaert, dat nauwelijks van de oorspronkelijke tekenstijl van Vandersteen in de blauwe reeks valt te onderscheiden. De verhaallijn zelf is anderzijds wisselend beoordeeld; het verhaal zou volgens sommigen te veel een onnodige "vergaarbak" zijn geworden van de diverse personages en elementen uit de oorspronkelijke blauwe reeks. De naam van de wolf, Nymeria, lijkt een verwijzing naar Game of Thrones (2011-2019), wat niet valt te rijmen met de tijd waarin het verhaal zich afspeelt.[5]